# Karl Bernhard von Stülpnagel

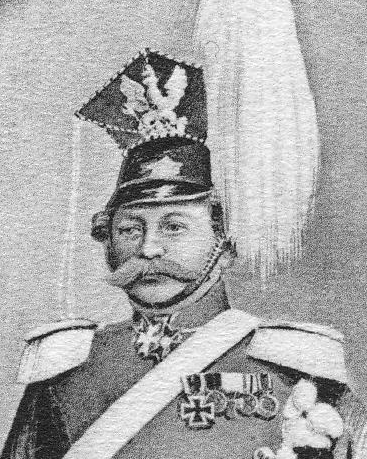
Karl Bernhard von Stülpnagel

Karl Bernhard von Stülpnagel (* 1. April 1794 auf Falkenberg; † 28. September 1875 in Berlin) war ein preußischer Generalleutnant.

## Leben

### Herkunft
Seine Eltern waren Alexander Ferdinand von Stülpnagel (1766–1809) und dessen Ehefrau Dorothea Elisabeth, geborene Schultze. Die Legitimation der gemeinsamen Kinder erfolgte am 7. April 1803. Sein Vater war Premierleutnant a. D. im Kürassierregiment „von Borstell“, Deichhauptmann in der Prignitz sowie Herr auf Falkenberg.

### Militärkarriere
Stülpnagel besuchte die Ritterakademie Brandenburg und trat im Vorfeld der Befreiungskriege am 20. Februar 1813 zu den freiwilligen Jägern im Brandenburgischen Husaren-Regiment der Preußischen Armee. Während des Krieges kämpfte er in den Schlachten an der Katzbach, bei Leipzig, Chateau-Thierry, Laon, Ligny, Belle Alliance sowie den Gefechten bei Löwenberg, La Chaussee, Claye, Versailles und nahm am Übergang bei Wartenburg teil. Bei Ligny erwarb er das Eiserne Kreuz II. Klasse und bei Claye wurde Stülpnagel durch einen Schuss ins Bein verwundet. Er wurde am 10. Januar 1814 Portepeefähnrich und kam am 8. März 1814 als Sekondeleutnant zum Elb-Landwehr-Kavallerie-Regiment.
Nach dem Krieg wurde er am 18. März 1816 dem Dragoner-Regiment Königin aggregiert und am 14. April 1819 in das 1. Garde-Ulanen-Regiment versetzt. Bis Mitte April 1833 avancierte Stülpnagel zum Rittmeister und Eskadronchef. Am 23. April 1842 wurde er Major und am 13. November 1845 etatsmäßiger Stabsoffizier im 7. Kürassier-Regiment. Am 14. Oktober 1848 erfolgte seine Ernennung zum Kommandeur des 7. Ulanen-Regiments und in dieser Stellung stieg Stülpnagel bis Anfang Dezember 1851 zum Oberst auf. Am 25. September 1855 kam er dann als Kommandeur zur 12. Kavallerie-Brigade. Am 15. November 1855 wurde er à la suite des 7. Ulanen-Regiments gestellt. Am 15. Oktober 1855 wurde er zum Generalmajor befördert und erhielt am 17. Mai 1859 unter Verleihung des Charakters als Generalleutnant seinen Abschied mit Pension. Er starb am 28. September 1875 in Berlin.

### Familie
Stülpnagel heiratete am 15. Oktober 1823 in Stendal Eleonore (genannt Laurette) Helene Theophile Ottilie Hippolyte von Bismarck (1805–1876) aus dem Hause Briest, eine Tochter des Regierungspräsidenten und Ehrenbürgers von Magdeburg Levin Friedrich von Bismarck und seiner ersten Ehefrau Charlotte von Rauch.
Das Ehepaar hatte mehrere Kinder:
- Helene Charlotte Eleonore (1825–1911) ⚭ 1854 Robert von Prittwitz und Gaffron (1806–1889), Regierungspräsident
- Bernhard Heinrich Ferdinand (1827–1870), gefallen als Oberstleutnant bei St. Privat ⚭ Klara Wilhelmine von Bismarck (* 1831)
- Albert Wilhelm Hippolyte (1828–1870), Major im Infanterie-Regiment Nr. 75
- Hedwig Karoline Claudia (* 1832)
- Hermann Friedrich Karl (1839–1912), preußischer Generalleutnant ⚭ 1877 Luise Sophie Albertine Anna Freiin von der Tann-Rathsamhausen (1856–1907)